# Czara
Czara (ros. Чара) – rzeka w Rosji, w Kraju Zabajkalskim, obwodzie irkuckim i Jakucji; lewy (i najdłuższy) dopływ Olokmy. Długość 851 km; powierzchnia dorzecza 87 600 km²; średni roczny przepływ przy ujściu 900 m³/s.
Źródła w Górach Stanowych, w pasmie Kodar; w górnym biegu liczne progi; w środkowym biegu płynie w dolinie rozdzielającej Wyżynę Patomską od Płaskowyżu Olokmo-Czarskiego; w dolnym biegu płynie w kierunku północno-wschodnim równolegle do Leny. 
Zamarza od października do maja; zasilanie śniegowo-deszczowe.
Główne dopływy: Tokko (prawy), Żuja (lewy)